# Fararishtay Kifti Rost
Fararishtay Kifti Rost (en tayiko: Фариштаи китфи рост, en persa: فرشته کتف راست‎) es una película tayika de 2002 dirigida por Jamshed Usmonov y protagonizada por Ukatamoi Miyasarova y Maruf Pulodzoda. Fue proyectada en la sección Un Certain Regard del Festival de Cine de Cannes 2002.

## Sinopsis
Un impenitente hijo pródigo y recto de una cárcel de Rusia vuelve a su ciudad natal, Asht, para ayudar a su madre a morir con dignidad. Sin embargo, sus deudas en su ciudad natal son muchas y desde hace mucho tiempo, la gente del pueblo son duros como clavos, y pronto se ve más de lo que se espera de la tranquila aldea. 
En esta oscura comedia, su tercera característica, el escritor-director Jamshed Usmonov muestra a la población de Asht, su ciudad natal, y a su propia madre y hermano en la película.

## Estreno
La película se estrenó el 24 de mayo de 2002 en Francia por la premier del Festival de Cine de Cannes, siendo la fecha oficial el 26 de febrero de 2003 en el mismo país.

## Reparto
- Uktamoi Miyasarova: Halima
- Maruf Pulodzoda: Hamro
- Kova Tilavpur: Yatim
- Mardonkul Kulbobo: Mayor
- Malohat Maqsumova: Savri
- Furkat Burlev: Barman
- Orzuqui Kholikov: Hombre joven con cabra
- Hokim Rakhmonov: Dervish
- Tolib Temuraliev: Millonario
- Davras Azimov: Fabricante de Puertas